# معهد الرياضيات في جامعة أوكسفورد
معهد الرياضيات في جامعة أوكسفورد هو قسم الرياضيات بجامعة أكسفورد بإنجلترا. وهي تشكل أحد الأقسام الإثني عشر لقسم الرياضيات والفيزياء وعلوم الحياة في الجامعة. يقع القسم بين كلية سومرفيل وكلية جرين تمبلتون على طريق وودستوك، بجوار كلية الفلسفة .
يضم معهد أكسفورد للرياضيات كلاً من الرياضيات البحتة والتطبيقية (الإحصاء قسم منفصل) وهو أحد أكبر أقسام الرياضيات وأكثرها احترامًا في المملكة المتحدة حيث يضم حوالي 100 عضو هيئة تدريس، وقد تم تصنيفه كأفضل قسم للرياضيات في المملكة المتحدة في 2014 في إطار تقييم البحث في المملكة المتحدة. يغطي البحث العلمي في معهد الرياضيات جميع فروع العلوم الرياضية، على سبيل المثال، الجبر، ونظرية الأعداد، والهندسة إلى تطبيق الرياضيات في مجموعة واسعة من المجالات بما في ذلك الصناعة والتمويل ونمذجة المناخ والشبكات والدماغ. يضم أكثر من 850 طالبًا جامعيًا وأكثر من 250 من طلاب الدراسات العليا وحوالي 150 طالب ماجستير.

## التاريخ

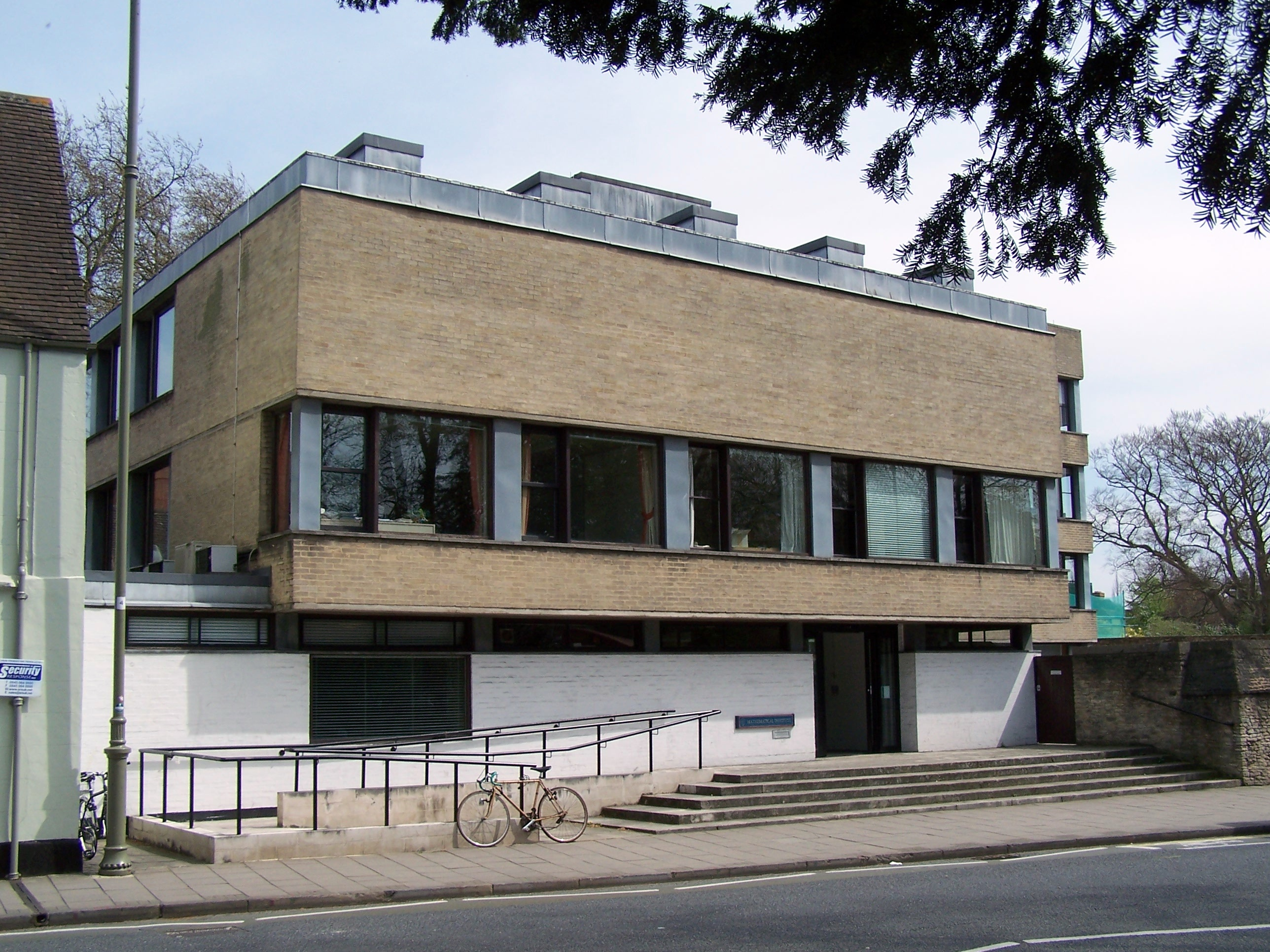
مبنى معهد الرياضيات السابق ، شيد عام 1966.

تم بناء معهد الرياضيت الأول في عام 1966 وكان يقع في الطرف الشمالي لسانت جايلز بالقرب من التقاطع مع طريق بانبري في وسط شمال أكسفورد. تم اقتراح بناء معهد في الأصل من قبل غودفري هارولد هاردي قبل 30 عامًا على الأقل. بالإضافة إلى ذلك كان للمعهد ملحقان: أحدهما في دار Dartington ، في شارع Little Clarendon ، والآخر في مبنى Gibson ، في موقع Radcliffe Infirmary .
نظراً لمصطلح Michaelmas لعام 2013، تم توحيد Oxford Mathematics وهو موجود الآن في مبنى أندرو وايلز الذي تم بناؤه لهذا الغرض في حي Radcliffe Observatory في شمال أكسفورد، بالقرب من مستشفى Radcliffe الأصلي.
وايلز أستاذ الرياضيات في جامعة ريجيوس، معروف بإثباته لنظرية فيرما الأخيرة . وفي عام 2017 تمت زيادة الوقت المسموح به للامتحانات بمقدار 15 دقيقة من 90 إلى 105 دقيقة لكل ورقة لجميع الطلاب، وكان الدافع الوحيد هو تحسين درجات النساء وسد فجوة الأداء بين الجنسين.

## الأساتذة

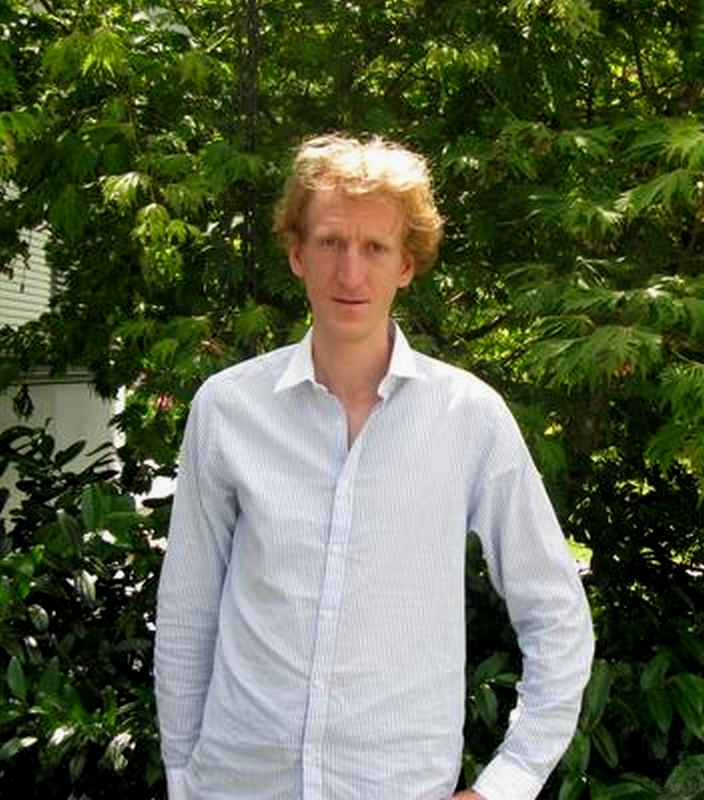
بن جرين FRS حاصل على أستاذية Waynflete للرياضيات البحتة.

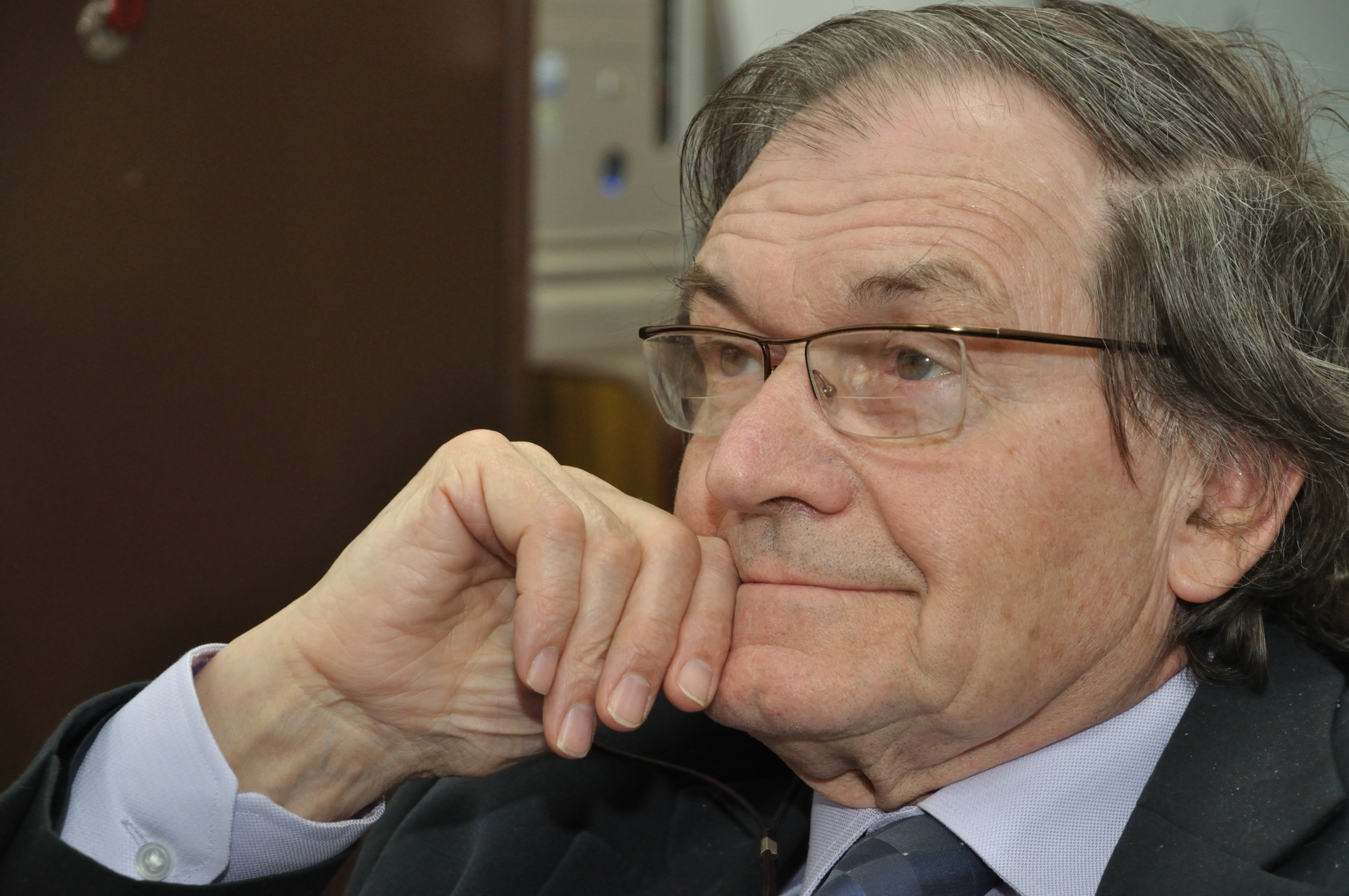
روجر بنروز هو أستاذ فخري في المعهد.

### الرياضيات البحتة
- أستاذ ريجيوس للرياضيات هو السير أندرو وايلز ، KBE ، FRS
- أستاذ الهندسة سافيليان هي السيدة فرانسيس كيروان، FRS
- أستاذ الرياضيات في واليس هو Terry J. Lyons ، FRS
- أستاذ Waynflete للرياضيات البحتة هو Ben Green ، FRS
- أستاذ الرياضيات البحتة في وايتهيد هو مارتن بريدسون ، FRS
- أستاذ المنطق الرياضي هو إيهود هروشوفسكي

### الرياضيات التطبيقية
- الأستاذ Sedleian للفلسفة الطبيعية هو جوناثان كيتنغ ، FRS
- أستاذ الرياضيات في روس بول هو فيليب كانديلاس، FRS
- أستاذ علم الأحياء الرياضي هو فيليب مايني FRS
- أستاذ التحليل العددي هو Lloyd N. Trefethen ، FRS
- الأستاذ في تحليل المعادلات التفاضلية الجزئية هو Gui-Qiang Chen
- أستاذ النمذجة الرياضية هو آلان جوريلي
- أستاذ الرياضيات وتطبيقاتها هو س. جون تشابمان
- أستاذ التمويل الرياضي هو راما كونت
- أستاذ سيموني للفهم العام للعلوم هو ماركوس دو سوتوي [9]

### الخريجين
روجر بنروز هو عضو فخري بارز في المعهد. وكان مايكل عطية عضوًا بارزًا آخر بين عامي 1961 و 1990

## في الثقافة الشعبية
في عام 2015 ، تم تصوير الحلقة الأخيرة من "What Lies Tangled" الدراما البوليسية البريطانية لويس في معهد الرياضيات.

## روابط خارجية
- موقع معهد الرياضيات